# Ballistix
 (décembre 2018).
Si vous disposez d'ouvrages ou d'articles de référence ou si vous connaissez des sites web de qualité traitant du thème abordé ici, merci de compléter l'article en donnant les références utiles à sa vérifiabilité et en les liant à la section « Notes et références ».
Ballistix est un jeu vidéo d'action développé par Reflections Software et édité par Psygnosis en 1989 sur Amiga et Atari ST. Le jeu a été adapté sur Commodore 64 et DOS en 1990 et sur PC-Engine en 1991.
Premier jeu 16-bits de Reflections Software, le studio de Newcastle plus tard à l'origine des hits Shadow of the Beast, Destruction Derby ou Driver, Ballistix est un titre à la croisée du jeu de sport futuriste et du jeu de bille. Dans une arène, le but du jeu est de pousser une sorte de palet dans les cages adverses en le propulsant avec des « billes ». Divers éléments sur le terrain de jeu viennent modifier la trajectoire du palet (obstacles, zones accélératrices, bumpers, trous, etc). Le jeu comprend 130 tableaux : il est jouable à deux joueurs en simultané et propose divers options de paramétrages (vitesse du palet, nombre de billes en réserve).

## Développement
Le concept de jeu, synthèse de différents jeux de balles, est imaginé par Martin Edmonson, qui conçoit également les visuels du jeu (son frère Tony a réalisé quelques graphismes additionnels). Le jeu est programmé par Nick Chamberlain et Paul Howarth. La musique est signée Ray Norrish (Blood Money, The Killing Game Show). L'illustration de la jaquette est l'œuvre de Melvyn Grant.
Les versions Commodore 64 et DOS sont portées par DMA Design. Mike Dailly (C64) et Russell Kay (DOS) ont adapté le code, Steve Hammond les graphismes, et Jason C. Brooke. (C64) et David Whittaker (DOS) la bande-son. La version PC-Engine est sorti aux États-Unis et au Japon (édité par Coconuts Japan).

## Accueil
Dans son numéro de mai 1989, Tilt estime : 
« Tenant à la fois du billard, du football et du flipper, ce jeu aurait tout pour plaire... s'il était sorti avant Speedball. Malheureusement bien qu'excellemment réalisé, il ne parvient pas réellement à accrocher. (...) Néanmoins, les fanatiques des jeux de balles y trouveront certainement leur compte. »
- ACE 686/1000 • CU Amiga 76% • Tilt 11/20 • Zzap!64 78%[réf. souhaitée]